# Stefan Bolliger
Stefan Bolliger, schweizisk orienterare som tog silver i stafett vid VM 1987.